# Kaczmarski Ágnes
Kaczmarski Ágnes (Szombathely, 1982. március 10. –) magyar fotó-, médiaművész. Labdarúgóként a Viktória FC csapatában szerepelt. Tagja volt az első vidéki női bajnokcsapatnak (2004).

## Egyéni kiállítások (fotó)
- 2014 – „14” Rotary, Kiss Sándor díj kiállítás Szombathely, Weöres Sándor Színház[1]
- 2017 – "Sejtések" Szombathely, Vitalitas Galéria[2]
- 2017 – Miért Szép? A WSSZ társulatával Szombathely, Weöres Sándor Színház[3]

## Csoportos kiállítások (fotó, mozgókép)
- 2005 – Fotóillusztrációk József Attila verseihez (MAFOSZ által rendezett)[4]
- 2006 – Fotópoézis (MAFOSZ által rendezett)[5]
- 2007 – Utazás (MAFOSZ által rendezett)
- 2010 – Gorj Fesztivál Románia, Targu Jiu
- 2010 – A román anyag Szombathely, Szombathely. Élő-Tér Galéria[6]
- 2011 – D.O.C.C. műhely Déva,Forma UAP Galéria
- 2011 – D.O.C.C. Műhely Vajdahunyad, Városi Galéria[7]
- 2011 – Ornamentika Szombathelyi Képtár
- 2011 – Művészek a Művészekért Szombathely, MMIK, Médium Galéria
- 2012 – Kapcsolatok Szombathelyi Képtár[7]
- 2013 – Krieg Ferenc emlékkiállítás Szombathely, Művészetek Háza[8]
- 2013 – Szent Márton ábrázolások a kortárs művészetben Szombathelyi Képtár
- 2013 – Szombathely az én Párizsom! Szombathelyi Képtár[9]
- 2013 – Improvizációk a JAZZ jegyében Szombathely, Café Frei[10]
- 2013 – Esterházy kiállítás (Szőnyi Erzsébet portréfilm) Veszprém, Szaléziánum[11]
- 2013 – „MSH 50 kiállítás (film) Szombathely, Művelődési és Sportház[12]
- 2013 – Esterházy kiállítás (Lackfi János portréfilm) Szombathely[11]
- 2014 – Nő a mű mögött Szombathely, Weöres Sándor Színház[13]
- 2014 – Párhuzamok és találkozások Keserü Ilona és tanítványai kiállítás (film a tanítványokkal) Szombathelyi Képtár[14]
- 2014 – Tárgyak arany köntösben Sárvár, Nádasdy Múzeum
- 2014 – 25 éves a Képes-levelezőlapgyűjtők Országos Egyesülete (film) Szombathely, Berzsenyi Dániel Könyvtár[15]
- 2014 – Miért Szép? (képek a filmekből, válogatás) Szombathely, Café Frei
- 2015 – 25 éves a Képes-levelezőlapgyűjtők Országos Egyesülete (film) Dunaszerdahely, Városi Galéria
- 2015 – Lenni vagy nem lenni... (STAG) Szombathely, Weöres Sándor Színház
- 2016 – Kirakat kiállítás (STAG) Szombathely
- 2018 – Miért szép? 16. Kellékuniverzum, UNIVERSUS SZOBOR (újrahasznosított anyagokból) Szombathely, Weöres Sándor Színház
- 2018 – Szevasz Szombathely
- 2021 – Star kiállítás Szombathely, Weöres Sándor Színház
- 2022 – Természet és művészet Szombathely, Arborétum
- 2023 – Zárt terek Szombathely, Savaria Múzeum

Részvétel művésztelepeken:
- 2010 – Nemzetközi Művésztelep, Targu Jiu
- 2011 – Nemzetközi Művésztelep, Vajdahunyad, Déva

## Színházi munkák (Háttérvetítés, előadásba beépülő film, élőkép, trailer, magazinműsor)
Weöres Sándor Színház, Szombathely
- 2008-2010 – Színésztársalgó (operatőr, vágó), a Weöres Sándor Színház saját gyártású magazinműsora heti rendszerességgel a Szombathelyi Televízió műsorán.[16]
- 2010 – Madách Imre: Ember tragédiája /rendező: Jordán Tamás (háttérvetítés- operatőr)[17]
- 2010 – Szakmák Színháza /rendező: Jordán Tamás (háttérvetítés- operatőr)[18]
- 2010 – F.H.Burnett – Jeles András: A kis lord /rendező: Jeles András (beépülő videó- operatőr)
- 2011 – Sultz Sándor: Mérnökszínház /rendező: Jordán Tamás (háttérvetítés- operatőr)[19]
- 2013 – Jókai Mór: Kőszívű ember fiai /rendező: Silló Sándor (háttérvetítés- operatőr, vágó, élőkép)[20]
- 2014 – Barták Balázs: A kút /rendező: Jordán Tamás (háttérvetítés- operatőr, vágó)[21]
- 2016 – Jordi Galcerán: A Grönholm-módszer /rendező: Nagy Cili (beépülő videó – operatőr, vágó)[22]
- 2017 – Parti Nagy Lajos, Molière: Tartuffe /rendező: Béres Attila (beépülő videó – vágó)
- 2018 – Miklós Tibor – Várkonyi Mátyás: Sztárcsinálók /rendező: Nagy Cili (háttérvetítés- operatőr, vágó)[23]
- 2018 – Dennis Kelly: DNS /rendező: Matusek Attila (beépülő videó – operatőr, vágó)[24]
- 2019 – Lőrinczy Attila: Haragossziget /rendező: Réthly Attila (beépülő videó – operatőr, vágó, videóanimáció)[25]
- 2019 – Apparatus / Azzurra De Gregorio projektje- performance (videó: operatőr, vágó)[26]
- 2020 – Visky András: Pornó /rendező: Csonka Szilvia (beépülő videó- operatőr, vágó)[27]
- 2020 – Dés László, Geszti Péter, Grecsó Krisztián: A Pál utcai fiúk /rendező: Réthly Attila (háttérvetítés – felirat animáció)
- 2020 – Peter Shaffer: Equus /rendező: Zsótér Sándor (beépülő videó – vágó)
- 2021 – Joe DiPietro, Jimmy Roberts: Ájlávjú /rendező: Harangi Mária (háttérvetítés – videó animáció, beépülő fotók)[28]
- 2023 – Fazekas Mihály után szabadon: Váradi Szabolcs: Lúdas Matyi /rendező: Némedi Árpád (háttérvetítés – operatőr, vágó, animáció)[29]

Mesebolt Bábszínház, Szombathely
- 2013 – Szász Ilona: Az ördög kútja /rendező: Kovács Géza (beépülő videó – operatőr, vágó)[30]
- 2016 – Galuska László Pál: Töviskirály /rendező: Kovács Géza (háttérvetítés – videó animáció)[31]
- 2016 – Galuska László Pál: Fehér Ló Fia /rendező: Kovács Géza (háttérvetítés – videó animáció)[32]

Pinceszínház, Budapest
- 2020 – Moritz Rinke: Szerelem és halványlila dunszt /rendező: Réthly Attila (háttérvetítés, videó – vágó, felirat animáció)

Színházi trailerek (válogatás):
- 2017 – Petr Zelenka: Hétköznapi őrületek /rendező: Réthly Attila (Weöres Sándor Színház)[33]
- 2018 – Arthur Miller: A salemi boszorkányok /rendező: Alföldi Róbert (Weöres Sándor Színház)[34]
- 2018 – Anton Csehov: Három lány /rendező: Réthly Attila (Weöres Sándor Színház) [35]
- 2018 – Várkonyi Mátyás-Miklós Tibor: Sztárcsinálók (teaser) /rendező: Nagy Cili (Weöres Sándor Színház)[36]
- 2019 – Hamvai Kornél: Márton partjelző fázik /rendező: Valló Péter (Weöres Sándor Színház)[37]
- 2019 – Lőrinczy Attila: Haragossziget /rendező: Réthly Attila (Weöres Sándor Színház)[38]
- 2019 – Terry Johnson: Diploma előtt /rendező: Bálint András (Weöres Sándor Színház)[39]
- 2020 – Brian Friel: Pogánytánc /rendező: Valló Péter (Weöres Sándor Színház) [40]
- 2020 – Peter Shaffer: Equus /rendező: Zsótér Sándor (Weöres Sándor Színház) [41]
- 2021 – Visky András: Pornó /rendező: Csonka Szilvia (Weöres Sándor Színház)[42]
- 2021 – Patrick Ness – Siobhan Dowd eredeti ötlete nyomán készült – regénye alapján írta Vidovszky György: Szólít a szörny /rendező: Vidovszky György (A Weöres Sándor Színház és a Mesebolt Bábszínház közös produkciója, együttműködő partner: a Kabóca Bábszínház.)[43]
- 2022 – Anton Pavlovics Csehov: Sirály /rendező: Widder Kristóf (Weöres Sándor Színház) [44]
- 2022 – Martin McDonagh: Az inishmore-i hadnagy /rendező: Nagy Péter István (Weöres Sándor Színház)[45]
- 2022 – Heinrich von Kleist: Az eltört korsó /rendező: Tárnoki Márk (Weöres Sándor Színház)[46]
- 2022 – Barta Lajos: Szerelem /rendező: Nagy Cili (Weöres Sándor Színház)[47]
- 2023 – Georges Feydeau: Bolha a fülbe /rendező: Béres Attila (Weöres Sándor Színház)[48]
- 2023 – Kivilágos Kivirradtig / rendező: Horváth Csaba (a Weöres Sándor Színház és a Forte Társulat koprodukciója)[49]

Miért szép? sorozat (2012-)
Képzőművészet, irodalom, zene és film találkozása egy est alatt. (együttműködés a Weöres Sándor Színházzal). Házigazdák: Oroszy Csaba, Jordán Tamás, Mérei Tamás voltak, állandó vendég: Dr. Fűzfa Balázs. A filmes stáb: Dömötör Katalin, Oroszy Csaba, Kaczmarski Ágnes (operatőr, vágó, rendező)
Válogatás a filmekből:
- 2013 – 6. Kovács Gábor faragásszal[51]
- 2013 – 8. Horváth János festőművésszel[52]
- 2014 – 10. Dobány Sándor keramikusművésszel[53]
- 2015 – 11. Boráros Szilárd bábkészítővel[54]
- 2015 – 12. Somogyi Győző festőművésszel [55]
- 2015 – 13. Péreli Zsuzsa képzőművésszel[56]
- 2016 – 14. Káldy Lajos festőművésszel[57]
- 2017 – 15. Weöres Sándor Színház társulatával[58]
- 2018 – 16. Kellékuniverzum[59]
- 2019 – 17. Trifusz Péter grafikusművésszel[60]

## Sikerei, díjai
- Magyar bajnokság
  - bajnok: 2003–04
  - 2.: 2004–05
  - 3.: 2000–01, 2001–02, 2002–03

## Elismerései
- 2014 – Kiss Sándor díj[61]
- 2021 – Haragossziget c. előadás /rendező: Réthly Attila

eSzínház Fesztivál különdíj (előadásfelvétel: operatőr, vágó)
- 2022 – Szólít a szörny c. előadás /rendező: Vidovszky György (Weöres Sándor Színház és a Mesebolt Bábszínház közös produkciója, Kabóca Bábszínház együttműködésével)

eSzínház Fesztivál díj – legjobb digitális adaptáció gyerek- és ifjúsági kategóriában (előadásfelvétel: operatőr, vágó)
- 2022 – Candide c. előadás /rendező: Nagy Péter István

eSzínház Fesztivál díj – legjobb digitális adaptáció próza kategóriában (előadásfelvétel: operatőr, vágó)